# Kalle Anka går i sömnen
Kalle Anka går i sömnen (engelska: Sleepy Time Donald) är en amerikansk animerad kortfilm med Kalle Anka från 1947.

## Handling
En natt börjar Kalle Anka gå i sömnen och går hem till Kajsa Anka, som gör allt för att försöka väcka honom och få honom tillbaka till hans egen säng.

## Om filmen
Filmen hade svensk premiär den 15 mars 1948 och visades på biografen Spegeln i Stockholm.
Filmen har givits ut på DVD och finns dubbad till svenska.

## Rollista
- Clarence Nash – Kalle Anka
- Gloria Blondell – Kajsa Anka[8]